# Cimcum
Cimcum (hebrejsky צִמְצוּם‎), doslova „stažení se, smrštění“, je kabalistický pojem, jímž se vysvětluje princip stvoření světa, podle něhož se Bůh, který je nekonečný (hebrejsky אֵין סוֹף, Ejn Sof, doslova „bez konce“), stáhl do sebe, aby uvolnil prostor pro vznik a trvání světa. Cimcum je v tomto pojetí chápáno jako podmínka pro vznik prostoru, kde Bůh záměrně omezuje plnost své přítomnosti. Tím Bůh umožňuje existenci stvoření, které nedosahuje jeho kvalit a v němž člověku dává možnost volby mezi dobrem a zlem. Mystikové proto chápou cimcum jako „skrývání a zahalování slávy a světla Svatého, budiž požehnán“. V rámci judaismu se však pojem cimcum používá i pro vysvětlení opačného procesu, kdy se v omezeném prostoru stvořeného světa může zjevit a přebývat Boží plnost.